# Héricourt (Pas de Calais)
Héricourt és un municipi francès situat al departament del Pas de Calais i a la regió dels Alts de França. L'any 2017 tenia 95 habitants. És principalment un municipi agrícola. Des del primer de gener de 2017 ha integrat la comunitat de municipis del Ternois.

## Demografia
El 2007 hi havia 100 persones en 38 famílies de les quals vuit eren unipersonals.
Habitants censats